# Vatra svetog Elma (1985.)
Vatra Svetog Elma (St. Elmo's Fire) američki je igrani film. Romantična drama na temu odrastanja koga je režirao Joel Schumacher.  U njemu su glavne uloge tumačili Emilio Estevez, Rob Lowe, Andrew McCarthy, Demi Moore, Judd Nelson, Ally Sheedy, Mare Winningham, Martin Balsam, Andie MacDowell , Blake Clark i James Carrington te se smatra jednim od značajnijih ostvarenja tzv. Brat Pack žanra. Radnja prati skupinu prijatelja koji su upravo diplomirali na Georgetown Universityu kao i njihove napore prilagodbe životu nakon studiranja i odgovornosti odrasle dobi.

## Vanjske poveznice
- Vatra Svetog Elma u internetskoj bazi filmova IMDb-a
- St. Elmo's Fire na Rotten Tomatoes
- Port.hr